# Buněčné poškození
Buněčné poškození je tak závažná porucha funkce buňky, která může vést k buněčné smrti, zániku tkáně, selhání tělesného orgánu nebo smrti organismu. Molekuly nebezpečných látek (volné radikály) nebo iontové záření naráží do organismu a poškozují tamní bílkoviny, tuky and DNA, které tvoří buňky. Poškození mohou vyvolat i deficitní stavy, např. glukózy, kyslíku nebo ATP. Fyzikální příčiny zahrnují mechanická poranění, extrémní teploty (popáleniny nebo omrzliny, podchlazení), náhlé změny atmosférického tlaku, násobné zvýšení gravitace, ozáření, elektrický šok, apod.
Nejčastější poškození vznikají na DNA (teplo, radiace) a buněčných membránách (zvýšení kalcia, elektrolytický šok).